# 아프리카저어새
아프리카저어새(African spoonbill)는 따오기아과와 저어새아과의 저어새과에 속하는 긴 다리의 물새이다. 이 종은 보츠와나, 케냐, 모잠비크, 나미비아, 남아프리카 공화국, 짐바브웨를 포함한 아프리카와 마다가스카르 전역에 널리 퍼져 있다.

## 생태학
얕은 물이 약간 열린 습지에 서식하며 나무나 갈대밭에 서식한다. 보통 황새나 왜가리와 군집을 공유하지 않는다. 아프리카저어새는 얕은 물에서 먹이를 먹으며 다양한 물고기, 연체동물, 양서류, 갑각류, 곤충, 유충을 잡아먹는다. 이 동물은 열린 물표를 사용하여 물속에서 좌우로 흔들어서 먹이를 잡는데, 이는 입안에 먹이를 잡는다. 긴 다리와 얇고 뾰족한 발가락으로 다양한 수심의 물속을 쉽게 걸을 수 있다.
아프리카저어새는 대부분의 서식지에서 거의 틀림없다. 번식하는 새는 다리와 얼굴이 붉고 회색의 긴 주걱턱을 제외하고는 모두 흰색이다. 노랑부리저어새와 달리 볏이 없다. 미성숙한 새는 붉은 얼굴이 없고 노란색 부리를 가지고 있다. 왜가리와 달리 저어새는 목을 길게 뻗은 채 날아간다.

## 번식

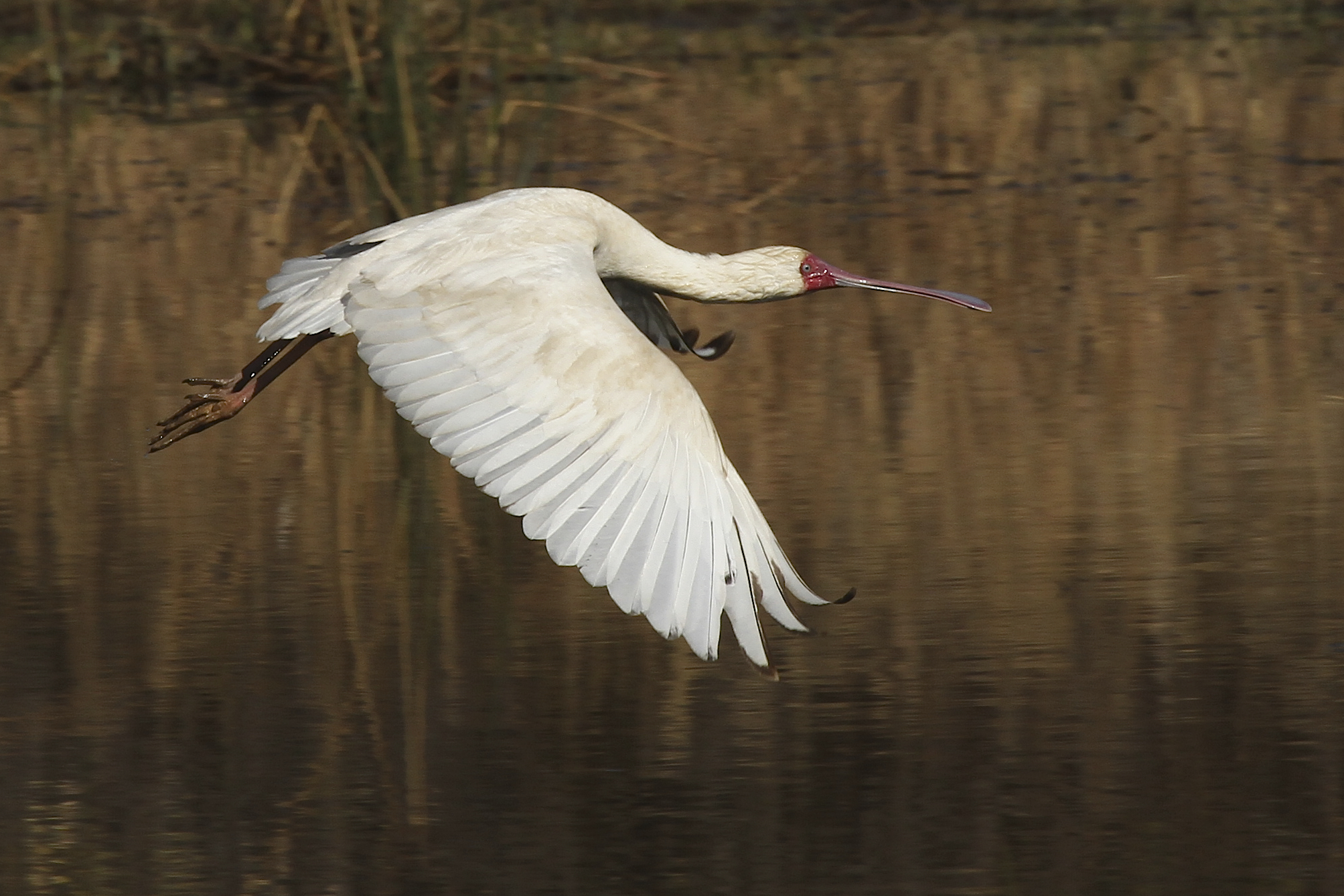
비행 중인 아프리카저어새

아프리카저어새는 봄까지 지속되는 겨울에 번식을 시작한다. 번식기에는 성체 수컷 아프리카저어새가 더 많은 깃털과 밝은 색을 띠게 된다. 일반적으로 물 위의 나무에 위치한 저어새의 둥지는 막대기와 갈대로 지어지고 잎이 늘어져 있다. 암컷 새들은 보통 4~5월에 3~5개의 알을 낳는다. 알은 부모 모두 최대 29일 동안 부화하며, 부화하자마자 어린 새들은 부모 모두 약 20~30일 동안 돌본다. 새들은 곧 둥지를 떠날 준비가 되어 있고 4주 후에 비행을 시작한다.